# 弱双対性
応用数学の最適化の分野における弱双対性（じゃくそうついせい、英: weak duality）の概念は、双対ギャップが常に 0 以上であることを意味する。これはすなわち、主（最小化）問題の解は「常に」関連する双対問題の解よりも大きいか等しいことを意味する。特別の場合にのみ成立する強双対性とは相対する概念である。

## 使用法
多くの主-双対近似アルゴリズムは、弱双対性の概念に基づいている。

## 弱双対性の定理
{\displaystyle (x_{1},x_{2},....,x_{n})} が主最小化線型計画に対する実行可能解で、{\displaystyle (y_{1},y_{2},....,y_{m})} が双対最大化線型計画に対する実行可能解であるとき、弱双対性の定理とは {\displaystyle \sum _{i=1}^{m}b_{i}y_{i}\leq \sum _{j=1}^{n}c_{j}x_{j}} が成り立つことを言う。ここで {\displaystyle c_{j}} と {\displaystyle b_{i}} はそれぞれの目的函数の係数とする。

### 一般化
より一般に、{\displaystyle x} が主最小化問題に対する実行可能解で、{\displaystyle y} が双対最大化問題に対する実行可能解であるとき、弱双対性は {\displaystyle g(y)\leq f(x)} を意味する。ここで {\displaystyle f} と {\displaystyle g} はそれぞれ主問題と双対問題の目的函数である。